# 2. florbalová liga mužů 2000/2001
2. florbalová liga mužů 2000/2001 byla druhou nejvyšší mužskou florbalovou soutěží v Česku v sezóně 2000/2001.
Soutěž odehrálo 12 týmů systémem dvakrát každý s každým. První dva týmy postoupily do 1. ligy. Poslední tři týmy sestoupily do 3. ligy.
Na prvních dvou postupových místech skončily týmy FBC 95 Kadaň a SSK Future, které postoupily do 1. ligy poprvé. Týmy v 1. lize nahradily sestupující týmy Jolly Hippos Žďár n/S a FK Inpress Třeboň.

## Konečná tabulka soutěže
| Poř. | Tým                    | Záp. | Výh. | Rem. | Pro. | Branky    | Body |
| ---- | ---------------------- | ---- | ---- | ---- | ---- | --------- | ---- |
| 1.   | FBC 95 Kadaň           | 22   | 17   | 1    | 4    | 119 : 801 | 35   |
| 2.   | SSK Future             | 22   | 16   | 2    | 4    | 114 : 621 | 34   |
| 3.   | SK Jihlava             | 22   | 12   | 3    | 7    | 109 : 921 | 27   |
| 4.   | Orka Stará Boleslav    | 22   | 9    | 5    | 8    | 186 : 751 | 23   |
| 5.   | AGC Malá Strana        | 22   | 7    | 6    | 9    | 107 : 116 | 20   |
| 6.   | MDDM Ostrov            | 22   | 9    | 2    | 11   | 147 : 160 | 20   |
| 7.   | Litolica IBK Lysá n/L  | 22   | 7    | 6    | 9    | 168 : 791 | 20   |
| 8.   | TJ JM Mentos Chodov B  | 22   | 6    | 7    | 9    | 172 : 881 | 19   |
| 9.   | Slavia Team 96 Havířov | 22   | 7    | 3    | 12   | 185 : 961 | 17   |
| 10.  | FBC Predators Karviná  | 22   | 7    | 3    | 12   | 174 : 911 | 17   |
| 11.  | Tatran Střešovice B    | 22   | 7    | 2    | 13   | 181 : 871 | 16   |
| 12.  | TJ MEZ Vsetín          | 22   | 5    | 6    | 11   | 186 : 122 | 16   |

O pořadí na 5.–7., 9.–10. a 11.–12. místě rozhodla vzájemná utkání týmů.